# Drapeau de la Turquie
 (avril 2024).
Si vous disposez d'ouvrages ou d'articles de référence ou si vous connaissez des sites web de qualité traitant du thème abordé ici, merci de compléter l'article en donnant les références utiles à sa vérifiabilité et en les liant à la section « Notes et références ».
Le drapeau de la Turquie est le drapeau national et le pavillon national de la république de Turquie. Il consiste en une lune décroissante et une étoile à cinq branches, les deux de couleur blanche, sur un fond rouge. Le drapeau est surnommé Ay yıldız (littéralement, « lune étoile »), Al bayrak (« drapeau rouge ») ou encore Al sancak (« bannière rouge ») en turc.
La version actuelle a été adoptée en 1844, avant que ses proportions ne soient normalisées avec la loi sur le drapeau turc, en 1936.

## Histoire

### Origines
Il a été suggéré[Par qui ?] que les tribus turques, durant leurs migrations d'Asie centrale vers la Turquie aux alentours de 800 apr. J.-C., ont adopté ce symbole des tribus et états locaux dans la zone du Moyen-Orient actuel[réf. nécessaire], qui a adopté à son tour ces symboles[réf. nécessaire].
L’étoile et le croissant, ont longtemps été utilisés en Asie mineure et par certains peuples turcs, avant l'arrivée de l'Islam.
Selon une théorie, l'image du croissant a ses racines dans les tamgas, marques utilisées pour le marquage du bétail, ou comme timbres.
Le croissant blanc et l’étoile sont aussi des symboles de l’islam, les cinq branches de l'étoiles représentant les piliers de l'islam.
De nombreuses légendes circulent sur l'origine concrète du drapeau ottoman. Certaines d'entre elles[Lesquelles ?] contredisent les faits historiques connus. Parmi les plus répandues, on trouve :
- Le croissant de lune et l'étoile étaient des symboles saints pour les tribus turques pré-islamiques, tandis que le rouge est la couleur cardinale pour le sud.
- Le rêve du premier empereur ottoman (Osman) dans lequel un croissant et une étoile apparaissaient sur sa poitrine, présageant de la future prise de Constantinople par sa dynastie.
- Un croissant et une étoile sont apparus à Mehmed II la nuit de la chute de Constantinople en 1453.
- Une autre théorie date de l'Empire byzantin, mettant en lumière le fait que le croissant et l'étoile ont été utilisés comme symboles de Byzance durant des siècles. Lorsque des Ottomans prirent Constantinople, ils adoptèrent ces symboles pour l'Empire ottoman.
- En l'an 1071, après la bataille de Manzikert, le seldjoukide Alp Arslan vit le reflet du croissant de lune et de l'étoile sur une mare de sang de guerriers turcs[1].
- La même histoire, mais après la victoire à la bataille de Mohács en Hongrie.

### Empire ottoman

Dernier drapeau de l'Empire ottoman avant sa dissolution.

Les Ottomans ont utilisé différents agencements, la plupart d'entre eux affichant un croissant ou plus, pour des utilisations différentes, tel le drapeau au fond vert signifiant la Roumélie. Durant la période impériale tardive, l'utilisation distincte du rouge pour les institutions laïques, et du vert pour celles religieuses, était une pratique répandue. Le drapeau turc a été utilisé pour la première fois par Selim III au XVIIIe siècle (1793) dans une forme qui se rapproche le plus de son apparence actuelle, en effet il était muni d'un croissant et d'une étoile à huit branches . En 1844 l'étoile à huit branches a été remplacée par une à cinq branches et le drapeau a alors atteint sa forme actuelle.

### Turquie moderne
Atatürk aurait pensé à changer le drapeau car  le croissant et d'étoile évoquaient le monde ottoman et islamique, et en a fait part au Premier ministre de l'époque, Celal Bayar. Ce qu'il voulait plutôt était le drapeau des Göktürks : un loup vert vu de profil sur un fond bleu. Ce projet ne fut pas mis en œuvre.
Les proportions du drapeau ont été normalisées avec la loi sur le drapeau turc, en 1936.

## Description

### Construction
| Lettre | Mesure                                                                        | Longueur |
| ------ | ----------------------------------------------------------------------------- | -------- |
| G      | Largeur                                                                       | 1        |
| A      | Distance entre le centre du croissant externe et la fin de la bande blanche   | 1/2 G    |
| B      | Diamètre du cercle circonscrit à l'étoile                                     | 1/4 G    |
| C      | Distance entre les centres des cercles internes et externe du croissant       | 1/16 G   |
| D      | Diamètre du cercle interne du croissant                                       | 0,4 G    |
| E      | Distance entre le cercle interne du croissant et le cercle entourant l'étoile | 1/3 G    |
| F      | Diamètre du cercle externe du croissant                                       | 1/2 G    |
| L      | Longueur                                                                      | 1,5 G    |
| M      | Largeur de la bande                                                           | 1/30 G   |

Ces mesures sont celles données par la loi du drapeau de la Turquie, selon Flags of the World. Le nombre 1/3 semble inexact; les autres mesures impliquent que E vaut 0,34875 G.

### Couleurs
| Couleur | ● Rouge     | ● Blanc       |
| ------- | ----------- | ------------- |
| HTML    | #E30A17     | #FFFFFF       |
| RVB     | 227, 10, 23 | 255, 255, 255 |
| Pantone | 186c        | White         |
| CMJN    | 1-98-99-1   | 0-0-0-0       |

## Influence
- Si vous ne connaissez pas le sujet, laissez ce bandeau (vous pouvez alors contacter les auteurs).
- Si vous supprimez le contenu mis en cause (vous pouvez préalablement contacter les auteurs),

argumentez précisément cette suppression dans la page de discussion
(un manque de référence n'est pas un argument ; une recherche réelle de référence doit avoir été effectuée, être formellement documentée).

Drapeau de la première république du Turkestan oriental.

Les Ouïghours ont utilisé une version bleu du drapeau au cours de la première république du Turkestan oriental (1933-1934). Ce drapeau est encore utilisé par les Ouïghours, comme un symbole du mouvement d'indépendance du Turkestan oriental. Il est presque identique au drapeau de la Turquie, sauf en ce qui concerne sa couleur de fond, bleue.

Drapeau de Chypre du Nord.

Le drapeau de la république turque de Chypre du Nord est basé sur celui de la Turquie. Il a été adopté le 7 mars 1984 par la loi no 15/1984, après le vote de l'assemblée. L'article 5 stipule toutefois que « le drapeau de la Turquie continue d'être le drapeau national de la république turque de Chypre ».

Drapeau Basmatchi.

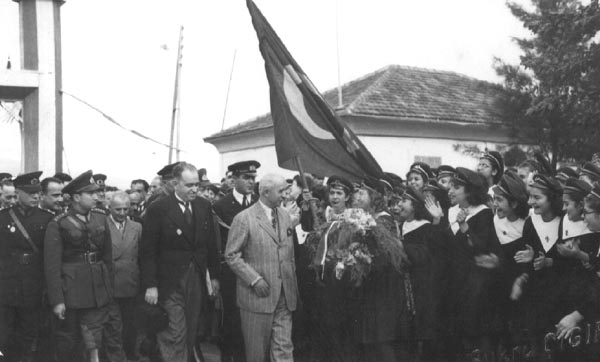
İsmet İnönü avec le drapeau turc à Hatay.
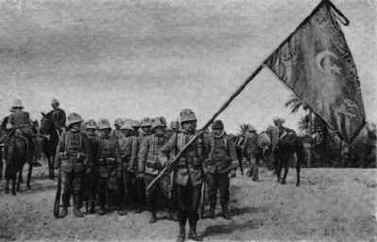
Drapeau turc capturé en Libye par les forces italiennes en 1911.

Le drapeau du croissant rouge est directement influencé du drapeau turc. L'Empire ottoman, avec d'autres pays européens, ratifie la convention de Genève de 1864, et adopte l'emblème de la croix rouge (couleurs fédérales suisses inversées) pour signaler son personnel sanitaire. En 1876, durant la guerre russo-turque, la Turquie remplacera la croix par le croissant (aux couleurs turques inversées) car les soldats turcs y voyaient le symbole des croisés. La Croix-Rouge turque deviendra le Croissant-Rouge turc. Le Comité International de la Croix-Rouge et la Suisse s'opposeront à ce nouvel emblème, puis finiront, en 1929, par l'inclure dans les conventions de Genève, et la Croix-Rouge va adopter cet emblème. Le signe du croissant rouge est aujourd'hui (au même titre que l'emblème de la Croix-Rouge) protégé par les conventions de Genève. Violer la neutralité de cet emblème est un crime de guerre. Son utilisation frauduleuse est interdite, dans certains cas elle est également un crime de guerre.
Le drapeau ottoman, devenu ultérieurement drapeau de la Turquie, a été pris comme modèle pour de plusieurs États musulmans, comme l’Algérie, la Tunisie et la Libye (ayant tous trois fait partie de l’Empire ottoman à un moment de leur histoire). Le drapeau tunisien, créé en 1837, arbore une étoile à cinq branches  , contrairement au drapeau ottoman de l'époque (drapeau introduit en 1793) qui comportait une étoile à huit branches. L'adoption d'une étoile à cinq branches au drapeau de l'Empire ottoman n'est intervenue qu'ultérieurement, en 1844 .